# Nova França (pel·lícula)
Nova França (títol original: Nouvelle-France) és una pel·lícula canadenco-franco-anglesa dirigida per Jean Beaudin estrenada l'any 2004. Ha estat doblada al català.
La història s'inspira molt lliurement d'un succés esdevingut l'any 1763, els primers anys de l'ocupació militar britànica, l'afer Corriveau.

## Argument
A la meitat del segle xviii mentre que els francesos i els anglesos es disputen el control del Canadà, una pagesa i un caçador amb trampes tenen una relació èpica.

## Repartiment
- Alexander Bisping: Major Goodwin
- Gérard Depardieu: Capellà Blondeau
- Philippe Dormoy: Voltaire
- Bianca Gervais: Acoona
- Noémie Godin-Vigneau: Marie-Llop Carignan
- Juliette Gosselin: Jove France Carignan
- Sébastien Huberdeau: Xavier Maillard
- Jàson Isaacs: General James Wolfe
- Irène Jacob: Angélique de Roquebrune
- Vincent Pérez: L'Intendent Beat
- Colm Meany: Benjamin Franklin
- David La Haye: François
- Pierre Lebeau: Joseph Carignan
- Tim Roth: William Pitt

## Crítica
- Les escenes s'atropellen, les músiques xoquen unes amb les altres, la narració està descompensada i els personatges entren i surten de la història sense que es coneguin les seves motivacions."[3]